# Bitwa pod Romanowem

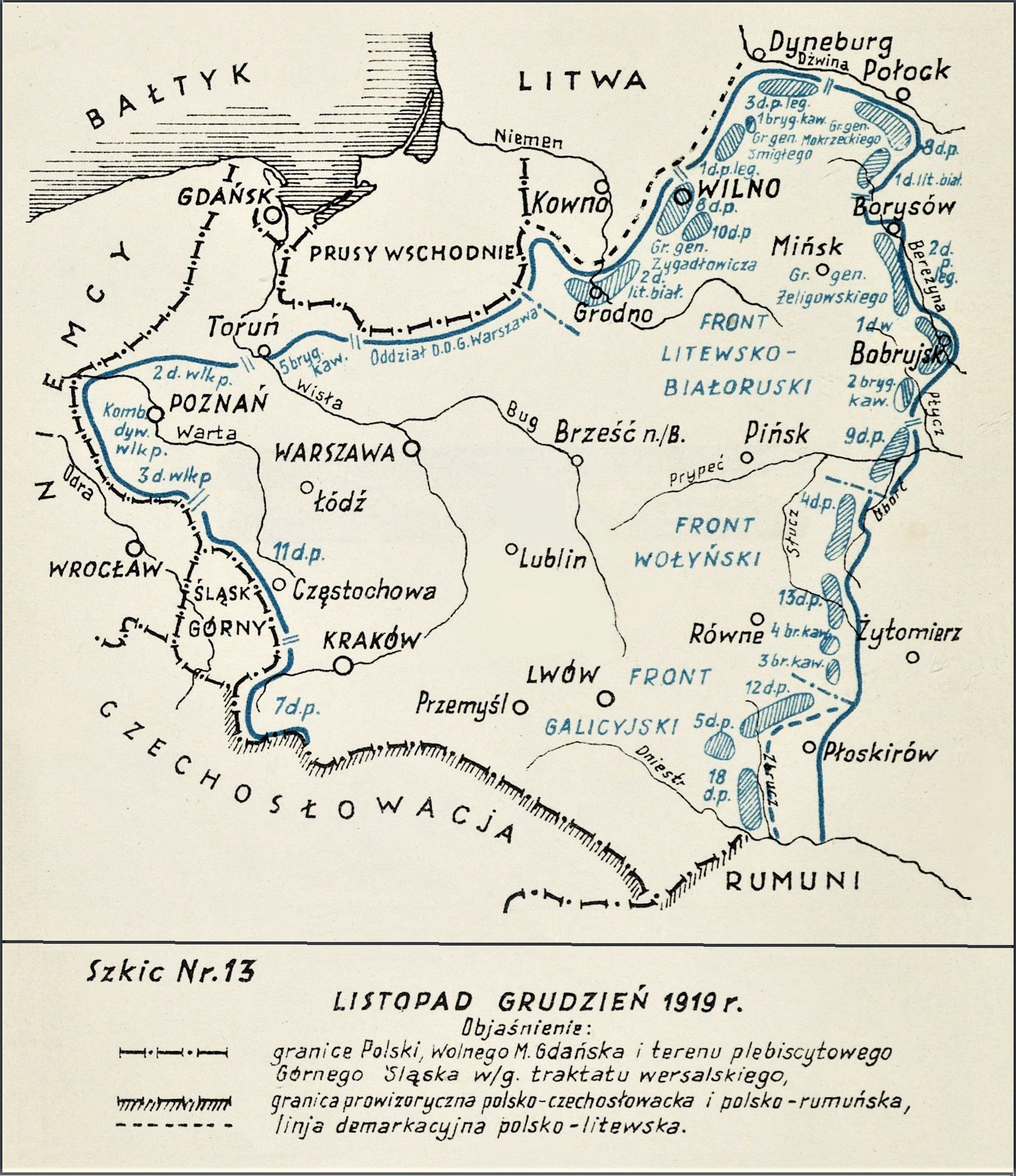
Adam Przybylski,
Wojna Polska 1918–1921

Bitwa pod Romanowem – walki polskiego 44 pułku Strzelców Kresowych z sowieckim 396 pułkiem strzelców toczona w pierwszym roku wojny polsko-bolszewickiej.

## Geneza
W ostatnich dniach grudnia 1919 Armia Czerwona powstrzymała ofensywę armii gen. Antona Denikina i przejęła inicjatywę strategiczną. Wskutek tego oddziały sowieckie stopniowo pojawiały się przed frontem galicyjskim. Uprzedzając ich nadejście, dowództwo polskie przesunęło oddziały Frontu na wschód: na linię rzeki Uszyca z Płoskirowem i Starokonstantynowem, wyrównując go z prawym skrzydłem Frontu Wołyńskiego nad Słuczą. Ostatecznie ustaliło się następujące ugrupowanie: na Podolu była rozmieszczona grupa gen. Bonnina, następnie, po obu stronach linii kolejowej Tarnopol-Płoskirów rozmieszczona została 12 Dywizja Piechoty, za nią stała 5 Dywizja Piechoty stanowiąca odwód frontu. Front wołyński obsadziły: w rejonie Szepietówka-Zwiahel 13 Dywizja Piechoty, 3. i 4 Brygada Jazdy, a  dalej do Olewska - 4 Dywizja Piechoty. 

## Walczące wojska
| Jednostka                      | Dowódca                       | Podporządkowanie    |
| Wojsko Polskie                 |                               |                     |
| 13 Dywizja Piechoty            | gen. Jan Romer                | Front Wołyński      |
| ⇒ 44 pułk piechoty             | mjr Antoni Szylling           | 13 Dywizja Piechoty |
| → I/44 pułku piechoty          |                               | GW por. Późniaka    |
| ― 2/44 pułku piechoty          | por. Antoni Kowalczyk         | GW por. Późniaka    |
| ― 3/44 pułku piechoty          |                               | GW por. Późniaka    |
| ⇒ 1 szwadron strzelców konnych |                               | GW por. Późniaka    |
| → III/44 pułku piechoty        | kpt. Bronisław Prugar-Ketling | GW kpt. Prugara     |
| → bateria artylerii            |                               | GW kpt. Prugara     |
| Armia Czerwona                 |                               |                     |
| 44 Dywizja Strzelców           | Iwan Dubowoj                  | 12 Armia            |
| ⇒ 395 pułk strzelców           |                               |                     |

## Wypady na Romanów
8 listopada 1919 44 pułk Strzelców Kresowych przeszedł z Annopola i zajął pozycje obronne w rejonie Sławuty nad Chomorą. Tu, w myśl umowy polsko-ukraińskiej, rozbroił wojska ukraińskie, a sam zwalniał ochotników amerykańskich i przyjmował rekrutów. Przed jego frontem pojawiły się wojska sowieckie. W grudniu 1919 dowództwo sowieckie zaplanowało uderzenie na Miropol i w tym celu w Romanowie zaczęto koncentrować 395 pułk strzelców z 44 DS. Polski wywiad właściwie określił siły i zamiary przeciwnika (siły 395 pułku strzelców oceniono na około 500 „bagentów”), a polskie dowództwo postanowiło uprzedzić sowieckie działania. Do wykonania wypadu wyznaczony został I batalion 44 pułku Strzelców Kresowych wzmocniony szwadronem kawalerii i pociąg pancerny „Postrach”.
23 grudnia na Romanów uderzyła grupa wypadowa pod dowództwem por. Poźniaka w składzie 2 i 3 kompanie 44 pułku piechoty i szwadron kawalerii, a wypad wspierał ogniem pociąg pancerny. Wojska sowieckie, podbudowane wcześniejszymi sukcesami w walkach z oddziałami Szymona Petlury i wiadomościami  o porażkach Antona Denikina pod Berdyczowem, stawiały zacięty opór. Ze strony polskiej zawiodło współdziałanie między jazdą i piechotą. 1 szwadron konnych strzelców kresowych ruszył punktualnie, ale trafił na silny opór i wycofał się za linię frontu. Piechota rozpoczęła akcję z godzinnym opóźnieniem i została przyjęta gwałtownym ogniem zaalarmowanych czerwonoarmistów. Zdecydowanie natarcie polskiej 2 kompanii, prowadzone przez amerykańskiego ochotnika porucznika Antoniego Kowalczyka, przełamało obronę sowiecką. W ulicznej walce dowódca 2 kompanii został śmiertelnie ranny, a chwilowe zamieszanie w polskich szeregach opanował dowódca plutonu sierżant Jan Tarkowski, uderzając odwodowym plutonem na kontratakującego nieprzyjaciela. W toku kilkugodzinnej walki przełamano linię obrony sowieckiej na przedmieściach, a następnie, w wyniku walk ulicznych rozproszono 395 pułk strzelców. Sowieci wycofali się na Cudnów i Żytomierz. Po wykonaniu zadania grupa wypadowa powróciła do Miropola. 
25 grudnia wypad na Romanów powtórzył III batalion 44 pułku piechoty, wzmocniony szwadronem jazdy i baterią artylerii, pod dowództwem kapitana Bronisława Prugara-Ketlinga. Sowieci, ostrzeżeni przez miejscową ludność, nie podjęli walki i opuścili wioskę przed nadejściem Polaków, a polska jazda nie zdążyła odciąć przeciwnikowi drogi odwrotu.

Komunikat prasowy Sztabu Generalnego z 24 grudnia 1919 donosił:

Front wołyński: Oddziały nasze dokonały wypadu na Romanów, zdobywając karabiny maszynowe, kilkanaście karabinów i zadając dotkliwe straty nieprzyjacielowi.

## Bilans walk
Wypady na Romanów, aczkolwiek nie odegrały większej roli w kampanii zimowej, posiadały jednak duże znaczenie moralne dla młodych żołnierzy 44 pułku Strzelców Kresowych. W walkach zdobyto jeden ciężki karabin maszynowy i 22 karabiny ręczne. Naliczono około 30 zabitych czerwonowarmistów.